# Tanjungharjo (Nanggulan)
Tanjungharjo is een bestuurslaag in het regentschap Kulon Progo van de provincie Jogjakarta, Indonesië. Tanjungharjo telt 4024 inwoners (volkstelling 2010).